# Torneko no Daibōken: Fushigi no Dungeon
 (novembre 2018).
Si vous disposez d'ouvrages ou d'articles de référence ou si vous connaissez des sites web de qualité traitant du thème abordé ici, merci de compléter l'article en donnant les références utiles à sa vérifiabilité et en les liant à la section « Notes et références ».
Torneko no Daibōken: Fushigi no Dungeon (不思議のダンジョン • トルネコの大冒険, littéralement La Grande aventure de Torneko : Donjon mystère) est un jeu vidéo réalisé par le développeur Chunsoft en 1993 pour l'éditeur japonais Enix. C'est une suite directe de Dragon Quest IV.

## Synopsis
De retour de mission, Torneko prépare un nouveau plan pour augmenter sa fortune personnelle déjà considérable. Il répare un cachot souterrain avec l'intention de se fraterniser avec les habitants pour, ensuite, mieux les dépouiller. Mais Torneko est démasqué. Il est capturé puis revendu à des monstres qui le déposent sans cérémonie sur le gazon Overworld.

## Personnages
- Torneko

## Suites
Ce jeu aura deux suites : The Last Hope et Mysterious Dungeon.